# Porcellionides barroisi
Porcellionides barroisi är en kräftdjursart som först beskrevs av Dollfus1889.  Porcellionides barroisi ingår i släktet Porcellionides och familjen Porcellionidae. Inga underarter finns listade i Catalogue of Life.